# سلتيك بارك

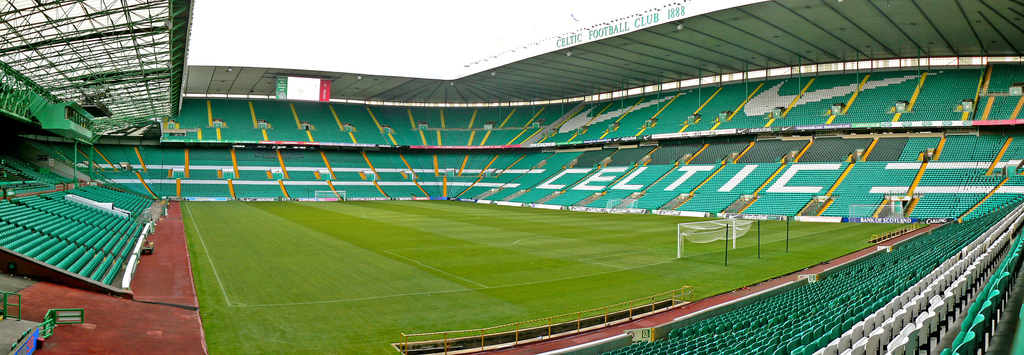
صورة بانورامية داخل الملعب

سلتيك بارك هو ملعب كرة قدم في غلاسغو، اسكتلندا افتتح عام 1892. وهو الملعب الرئيسي لنادي سيلتيك الكروي. يسع الملعب لجلوس 60،832 متفرج وهو سادس أكبر ملعب في المملكة المتحدة.

## وصلات خارجية
- WorldStadia.com